# オビツボディ

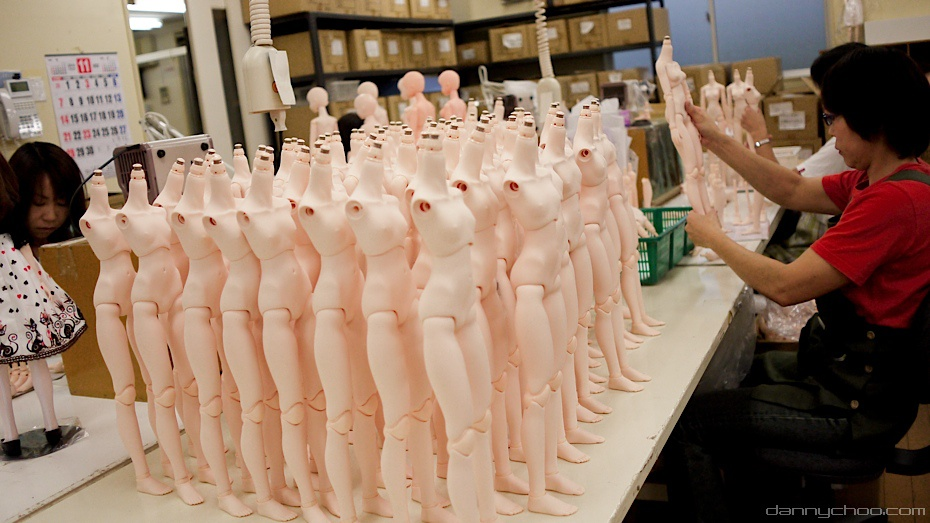
オビツボディの組立過程

オビツボディとは、オビツ製作所が製造、販売を行っている人形素体である。

## 概要
オビツ製作所が独自で開発・製造している素体のことを「オビツボディ」と呼ぶ。素体サイズの豊富さとメンテナンスの容易さが特徴である。ボークスとほぼ同時期に1/6スケールの素体の販売を開始しており、他社のブランドに提供している。
オビツボディ登場以前はジェニーを素体として使う場合が多かったが、オビツボディ登場以後は同製品が用いられるケースが多くなった。基本的に素体を他社にOEM供給しているが、自社ブランドのドールも販売している。「アゾンインターナショナル」の直売店や自社のホームページなどで素体パーツの単品売りをしているため、万が一破損した場合でも容易に交換することができる。
オビツボディはデッサン用の素体として「デリータ・ドール」が発売されているため、画材店でも見かけることが多い。

## 特徴

### 1/6スケール素体

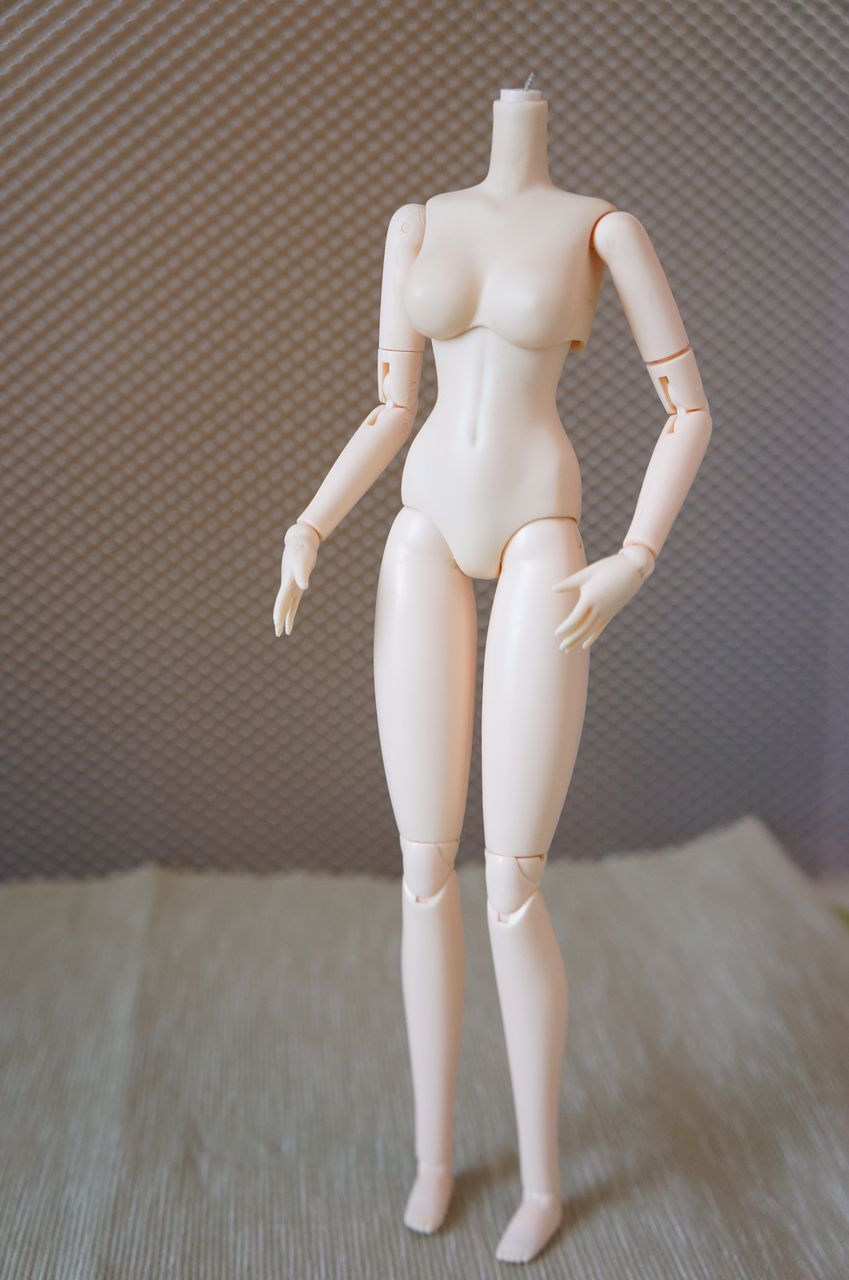
OBITSU 27 W SBH：27cm女性素体ソフトタイプ（首のアダプターパーツを除いた状態）

現在、素体は1/6スケール相当のものが6種類（21、22、23、24、25、27cm）があり、21.23.25cmを除くそれぞれに、男性・女性用の素体が用意されている。
27cm女性素体は胸～腹部がソフトタイプのものとABS製のノーマルタイプが用意されており、22～27cm女性素体には胸～腰部までをソフトタイプにしたものもある。各ソフトタイプの胸部はS・M・Lサイズから選ぶ事ができる。後発の22と24cmはソフトタイプのみ。22と24は完全新規素体のため、ボディのバランスが若干異なっている。
表情の付いた手が数種類（開き手・持ち手・握り手）同梱しており、素体だけで様々な表情をつけることができる。別表情ハンドも別売りで発売。
オプションのヘッドも豊富で、植毛ヘッドやドールアイを仕込む事ができる入れ目用ヘッドなどが販売されている。ヘッドアダプタが数種類付属し、規格が異なるヘッドにも対応する。
足の裏にマグネットが内蔵されており、スチールの台座の上に立たせることができる。
肌の色は「ナチュラル」とそれよりも白い「ホワイティ」、ドルフィードリームのセミホワイトに近い色合いの「スーパーホワイティ」の3種類（オビツ60なども同様）。

### オビツ60
1/3スケール相当の素体として、「オビツ60」がある。これは男性ボディこそ発売されていないものの、男性用の胸部パーツが発売されており、交換することで男性ボディとして使用することができる。腰部パーツについてはオビツ55の腰部を使用することで再現可能。女性胸部パーツもS・M・Lサイズが用意されており、パーツ売りもされている。
ドルフィー・ドリーム（DD）素体と同様ABS樹脂とポリアセタール（POM）を組み合わせた可動フレームにポリ塩化ビニル（PVC）製の外皮を被せた仕様であり、肘・膝が二重関節になっている初期のタイプと球体関節の後期タイプがある。腰も通常タイプとソフトタイプが存在する（球体関節タイプはソフトタイプのみ）。また、足の裏にマグネットが内蔵しており、スチール製の台座に支柱なしで立つことができる。
オビツ60は別売りのハンドを使うことで「握り手」「持ち手」などの表現ができる。ただしDDに比べて種類が少ないため、DDのオプションハンドを流用するユーザーも多い。ヘッドはDD同様多くの種類があり、自社や他社のウィッグにも対応する。また、ドールアイも自社製のものが販売されており、それを固定するためのオリジナルアイホルダーもある。
オビツ60の欠点としてウイッグや服からの色移りが挙げられる。これは外皮にPVCを使っているためで、長時間着たままでいるとウイッグや布の色素がPVCに染みこみ、後が残ってしまう。内部まで染みこんでいるため研磨での除去は不可能であり、パーツごとの交換が必要になる。色移りの対処法は頻繁に着せ替えをすることや、色移りする箇所をビニールなどで包む事で防ぐ事ができる。色移りを除去するリムーバーも発売しているが、浸食の度合いが大きいと完全に除去できない可能性がある。
旧ボディでは首の可動が狭く、保持が弱いという欠点があったが、改良型の首ジョイントパーツでは首の保持や可動が見直されている。ただしスプリングで固定されているため、交換にはヘッドを暖めるかジョイントを分解するなどの作業が必要となる。
最近はオビツ50を中心に展開しているため、オビツ60を素体としたドールのリリースは行われていないが、パーツ単位の生産は行われている。

### オビツ55、50
2007年末に男性用素体として「オビツ55」が発売された。この素体はオビツ60のボディバランスや可動範囲などを見直し、より人間らしいプロポーションを追究している。女性用素体である「オビツ50」も2009年3月に発売を開始した。バリエーションとして、腿と脛を短縮した「オビツ48」や、オビツ50を基にした素体「vmf50」などが販売されている。オビツ60を含む60cmドールのヘッドを流用する事が可能で、パーツ単位での発売も行なわれている。
オビツ60やドルフィー・ドリームの場合、服を着せた後のバランスを重点においていたのに対し、オビツ55・50は腕や脚の長さを調節し、素体の状態でも人間らしいバランスに仕上げている。オビツ55は基本的にオビツ60と同じパーツ構成（ただし首関節が新タイプに変更され、可動範囲が拡大している）であり、フレーム自体もオビツ60のものを流用しているため、オビツ60の発売終了とともにオビツ55は販売を停止している（ただし55をボディに採用したビジュアドールは販売中）。
オビツ50は完全新規となり、ラインの崩れを最小限にした肘や膝の二重関節や肩関節が前後左右に可動するなど、より自然なポーシングができるようになった。オプションも充実しておりオビツボディのスタンダードとなっている。
なお、オビツ50フレームをベースに独自の外皮を採用し多サイズ化したボディがPARABOXから販売されている（2021年7月現在のラインナップは50cm男子、47cm女子、45cm男女、40cm男女）。

### OBITSU BODY THE DOG
オビツが新たに開発した1/6サイズの犬型可動素体。ABSの骨格にPOMの関節が組み込まれており、自由に分解･組み換えができるようになっている。また、尾と頭部を組み替えて、別の種類の犬を作ることも可能である。2009年3月現在、色はブラックとホワイト、クリアーの3種が発売されている。蓄光バージョンも限定発売。素体にかぶせる外皮の発売も予定されていたが、発売されていない。

### オリジナルモデル
オビツボディは他社のキャラクタードールの素体としても販売しているが、自社オリジナルのドールも数種類販売している。それぞれ1/6（27cm）、60cm、50cmサイズのドールがあるが、生産数が限られており、販売を終了したモデルもある。
初期は主に27cmサイズのオリジナルドールを発売していたが、オビツ60の球状関節モデル発売の際にオリジナルドール『ゆな』を発売、本格的に自社生産モデルの販売を開始した。『ゆな』自体は60cmドールとしてはオーソドックスな作りとなっており、頭部もドールらしい造形で癖のないモデルとなっている。現在『ゆな』は生産を終了しており、入手は困難である。
オビツ50素体発売に先行して、オビツ50オリジナルモデル『MIZUKI』の販売が開始され、ワンダーフェスティバル予約分の第1次・2次出荷分が発売された。その後に一般販売分が4月23日に発売したがその日のうちに締め切られ、5月12日~19日に受付生産という形で予約をとった。
「MIZUKI」に続いて、オビツ50オリジナルモデル第2弾として『MIKADUKI』の予約が開始された。『MIKADUKI』はウェブサイト上の受付注文のみで会場での受付はされなかった。そのため、注文数が予想を大きく上回り、2008年12月発売の予定だったのが2月に延期された。その後、予備分とキャンセル分を抽選販売し、販売を終了した。それ以降もオリジナルモデルの限定生産は随時行っている。
2009年6月19日～29日に65cmドール『シルビア』の予約が開始された。シルビアは今までの1/3ドールよりも球体人形寄りのプロポーションをしており、顔もより人形向きな造形となっている。65cm素体もシルビア用に製作したものである。

### オビツ150
全高150cmの1/1サイズモデルで、実際の人間に近いプロポーションとなっている。基本的に1/3素体同様フレームにビニール製の軟質外皮をかぶせているが、フレームが強度の高い専用のものとなり、かなりの剛性を持つ仕様となった。手指は5本ともワイヤーが内蔵され、人間と同じ可動を再現している（物を持たせることも可能）。ヘッドはアニメ調の造形タイプと一般の人形に近い造形のタイプを用意、人間用の衣類、靴、ウィッグの着用が可能。